# Iekaterina Prokofieva
Pour les articles homonymes, voir Prokofiev (homonymie).
Iekaterina Prokofieva est une joueuse russe de water-polo née le 13 mars 1991 à Volgodonsk. Elle a remporté avec l'équipe de Russie la médaille de bronze du tournoi féminin aux Jeux olympiques d'été de 2016 à Rio de Janeiro.